# Мікаїл-бек
Мікаїл-бек (д/н — бл. 1009) — вождь огузького племені кінік.

## Життєпис
Син Сельджука, вождя кініків-огузів. Разом з батьком і братом Арсланом брав участь у війнах проти держави Караханідів на боці Саманідів. 
Разом з батьком прибув до Дженда, де затвердилися кініки. Прийняв іслам. Успадкував владу від батька. Зміцнив владу Сельджукидів над Джендом. Очолював походи проти Союзу племен огузів, що залишалися поганами. Загинув близько 1009 року. Влада перейшла до його брата Арслана.

## Родина
- Тогрул, 1-й султан Сельджуцької держави
- Чагри, емір Хорасану